# Dipleurosoma pacificum
Dipleurosoma pacificum är en nässeldjursart som beskrevs av Agassiz och Mayer 1902. Dipleurosoma pacificum ingår i släktet Dipleurosoma och familjen Dipleurosomatidae. Inga underarter finns listade i Catalogue of Life.